# Park Przy Świętym Źródle w Prudniku
Park Przy Świętym Źródle w Prudniku (również Park Przy Wodociągach, popularnie małpi gaj) – park w południowej części Prudnika. Granicę parku wyznaczają: al. Lipowa (północ), ul. Jarosława Dąbrowskiego (zachód), ul. Józefa Poniatowskiego (wschód) i ogródki działkowe (południe).
Park jest jednym z miejsc na trasie  Głównego Szlaku Sudeckiego.

## Nazwa
Nazwa „Przy Świętym Źródle” pochodzi od źródła, które wypływało z tego miejsca i zasilało pobliski staw. Jest to nazwa oficjalna, stosowana w dokumentach urzędowych i na tablicach informacyjnych. Wcześniej stosowana była nazwa „Park Przy Wodociągach”, lub „lasek przy wodociągach”. Miejscowi Niemcy i Ślązacy jednak nie używali nazw „Święte Źródło” czy „Zdrowe Źródło” (niem. Heilbrunnen). Zamiast tego, używali określeń „Źródło”, „Lasek przy źródle”, lub „Studnia”. W latach 80. XX wieku popularna wśród mieszkańców miasta stała się nazwa „małpi gaj”.

## Przyroda
Park porośnięty jest drzewostanem liściastym z przewagą lipy drobnolistnej (Tilia cordata), grabu pospolitego (Carpinus betulus), topoli osiki (Populus tremula) i dębu szypułkowego (Quercus robur). W runie występuje zawilec gajowy (Anemone nemorosa) i liczne trawy, poza tym m.in. paprotka zwyczajna (Polypodium vulgare), konwalia majowa (Convallaria maialis) i barwinek pospolity (Vinca minor). Przebywają tu zwierzęta takie jak: kuna leśna, łasica, rzekotka drzewna, ropucha szara, drozd śpiewak i słowik rdzawy oraz kilka gatunków nietoperzy, dzięciołów i sikor.

## Infrastruktura
Park poprzecinany jest alejkami spacerowymi z ławkami. Znajduje się w nim siłownia. W jego centralnym punkcie znajduje się krzyż oraz „Święte Źródło” – publiczne uliczne źródło wody pitnej.
- Święte Źródło – studnia w pobliżu jezdni ul. Poniatowskiego. Na niemieckim planie Prudnika autorstwa Weymanna z 1890 źródło zaznaczone jest pod nazwą Heilbrunnen[3]. Istniało tu naturalne, wydajne źródło z dobrą wodą, z którego chętnie korzystali mieszkańcy miasta. Woda ze źródła wybijała na tyle intensywnie, że po drugiej stronie ul. Poniatowskiego tworzyła strumień w głębokim parowie. W 1844 źródło zostało przesunięte z pierwotnego miejsca „o kilka kroków”, a także oprawione marmurem i żelazną kratą[6]. Jeszcze w latach 50. XX wieku studnia była podwyższona, nakryta betonową czapą i okolona wysokim ozdobnie kutym ogrodzeniem. Zabytkowy płot usunięto w latach 60. przy modernizacji i płukaniu studni głębinowych[3]. Podczas prac przy inwestycji gminnej w sierpniu 2018 odkryte zostały pozostałości po Świętym Źródle[6]. W listopadzie 2018 zakończyły się prace przy budowie oprawy studni: oczyszczenie i ponowne wbudowanie oryginalnych, marmurowych stopni, ogrodzenie całości kratą i postawienie pompy, z której można pobierać wodę[7].
- Krzyż – postawiony w centralnej części parku w pierwszych latach po II wojnie światowej, między 1945 i 1947. Prawdopodobnie miał oznaczać znajdujące się pod nim groby. Nie zostało ustalone, kto został w tym miejscu pochowany. Możliwe, że byli to niemieccy żołnierze zabici przez Rosjan podczas walk o Prudnik (w 2002 w pobliżu znaleziono niemiecki nieśmiertelnik)[3].

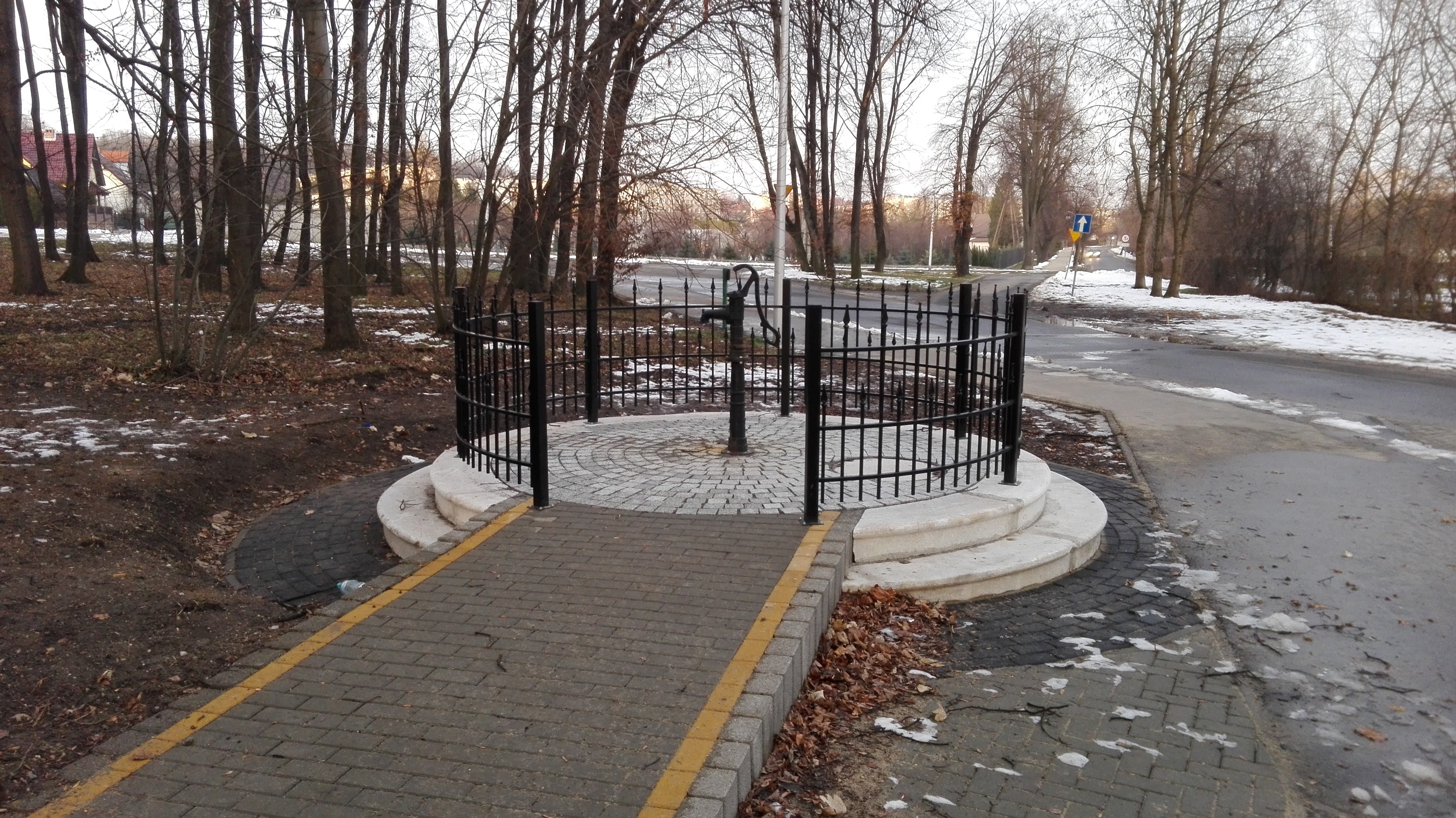
Studnia Świętego Źródła
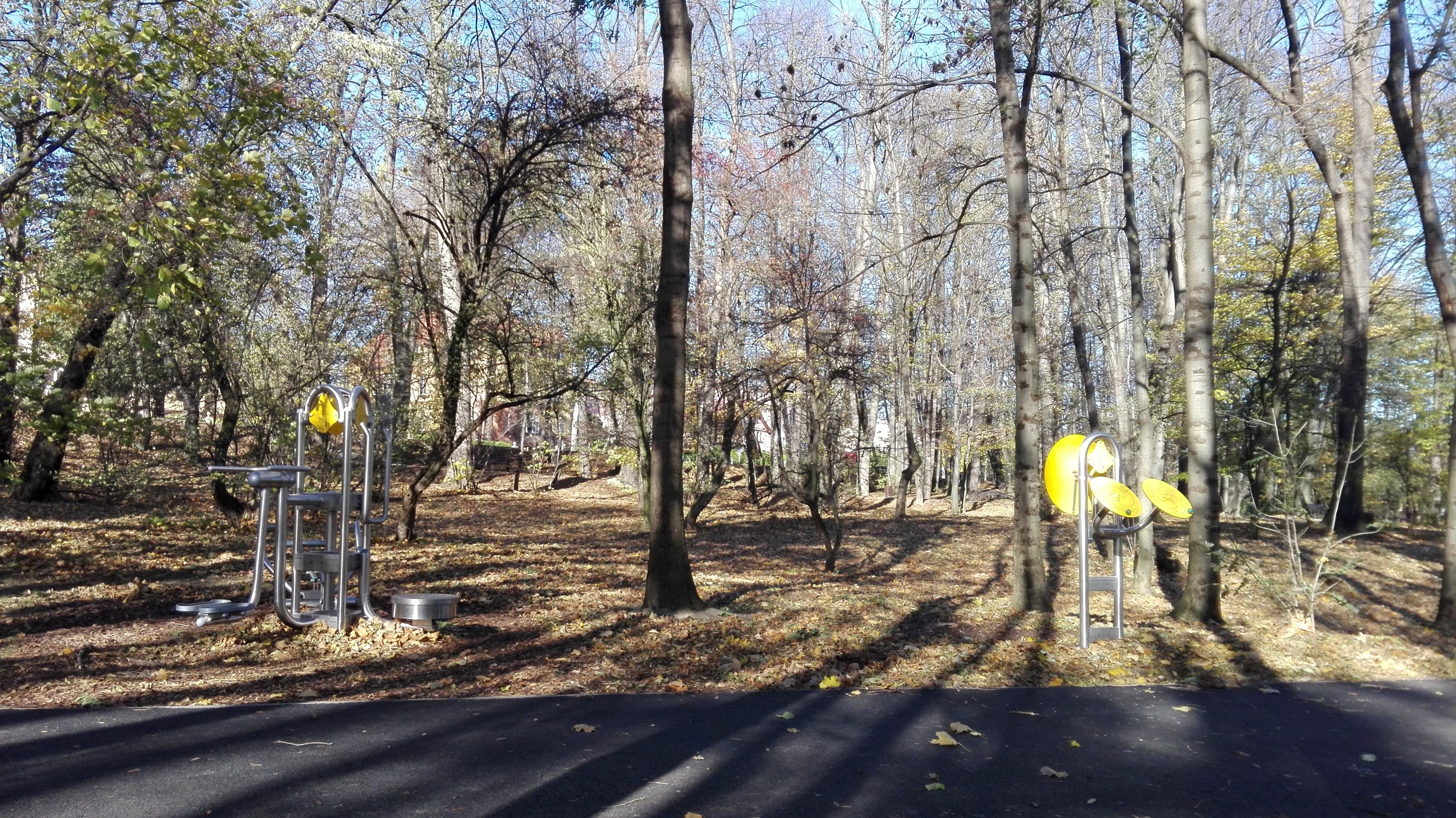
Siłownia